# Route nationale 324
Die Route nationale 324, kurz N 324 oder RN 324, ist eine französische Nationalstraße, die 1933 zwischen Chambly und Vaumoise festgelegt wurde. 1973 erfolgte die Verkürzung auf den Abschnitt zwischen Senlis und Vaumoise. Seit 2006 gibt es sie nur noch auf dem kurzen Abschnitt zwischen der Einmündung der N330, die an der Stelle als Ostumgehung von Senlis erstellt wurde und der Anschlussstelle 8 der A1.

## N324a
Die N324A war ein Seitenast der N324, der von 1933 bis 1973 in Chantilly abzweigte und nach La Chapelle-en-Serval führte. Die Länge betrug 8 Kilometer.